# Устье (Красноярский край)
Устье — поселок, входящий в Машуковский сельсовет Мотыгинского района Красноярского края.

## Географическое положение
Поселок находится на левом берегу реки Тасеева у устья ее притока Усолки в 13 километрах на восток от центра сельсовета поселка Машуковка и в 45 километрах по прямой на юг от районного центра поселка Мотыгино.

## Климат
Климат резко континентальный с коротким теплым летом и холодной продолжительной зимой. Среднегодовая температура воздуха отрицательная и составляет около −1,0 … −1,5°С. Средние многолетние значения минимальных температур воздуха в самые холодные месяцы — январь и февраль — составляет −26…-28°С, а абсолютный минимум достигает −51…-53°С. Средние из максимальных значений температуры для наиболее теплого месяца (июля) на всем протяжении долины колеблются в пределах 25 … 26°С, а абсолютные максимумы температур в летние месяцы достигают значений в 37 … 38°С. Зима продолжительная. Период со средней суточной температурой ниже −5°С на всей протяженности долины составляет около 5 месяцев (с ноября по март). Ниже 0°С — около полугода. Изменения температуры от одного дня к другому и в течение суток вызываются сменой воздушных масс. Большей частью эта изменчивость в холодное время составляет ±4..5°C. В некоторых случаях возможны изменения температуры между сутками, превышающие ±20 °C, хотя случается это не так часто (1 раз в 10 лет). Продолжительность безморозного периода в рассматриваемом районе составляет от 40 до 75 дней, при этом первые заморозки наблюдаются уже в августе. Последние заморозки на поверхности почвы могут наблюдаться до конца июня. Число дней со снежным покровом составляет 180—210 дней в году.

## Население
Постоянное население составляло 47 человек в 2002 году (90 % русские), 16 человек в 2010.